# Pseudagaone suturafissa
Pseudagaone suturafissa är en skalbaggsart som beskrevs av Friedrich F. Tippmann 1960. Pseudagaone suturafissa ingår i släktet Pseudagaone och familjen långhorningar. Inga underarter finns listade i Catalogue of Life.